# Chiara Badano

## Biografia
Fiica lui Ruggero Badano, șofer de camion, și a Mariei Teresa Caviglia, trăind de mică la țară în Sassello, în provincia Savona, vizitându-și deseori vara unchii din Varazze, localitate lângă mare.
Intră în contact cu Mișcarea Focolarelor la o adunare din 1980 participând cu părinții la Familyfest în 1981 la Roma. Se leagă de grupul de tinere din Albisola și de cel din Genova și devine "gen 3", a treia generație a mișcării Focolarelor., ocupându-se de copii și bătrâni. În 1981 incepe corespondența cu fondatoare mișcării Focolarelor, Chiara Lubich, care mai târziu o va supranumi "Chiara Luce".
În 1985 se mută cu familia la Savona pentru a urma liceul clasic. După trei ani simte o durere îngrozitoare de spate când joacă tenis, ca mai târziu durerea de oase să se accentueze, la începutul lui 1989 este internată în spital, unde este diagnositcată cu osteosarcom cu metastaze. Suferă o primă intervenție chirugicală la Spitalul Molinette din Torino și ședințe de chimioterapie și radioterapie. La spitalul din Torino îl întâlnește pe cardinalul Saldarini, el fiind în trecere pe la bolnavi. Picioare îi devin imobile în iunie 1989 din cauza accentuării bolii, suferă o a doua intervenție de laminectomie dorsală.
În ciuda faptului că boala progreseaza ea continuă să urmărească activitatea focolarinilor: donează toate economiile unui amic plecat în misiune în Benini
Nonostante la malattia continuò a seguire le attività dei focolarini: donò tutti i suoi risparmi ad un amico in partenza per una missione nel Benin. Petrece ultimele luni în pat în casa din Sasselli împreună cu părințiie ei, rămânând în contact cu mișcarea prin intermediul telefonului și continunând să studieze luând lecții private.
Avea o legătura strânsa și cu episcopul diocezei din Acqui, monseniorul Livio Maritano.
În august 1990 Chiara Badano se pregătea în cele mai mici detalii pentru înmormântare, considerând-o un fel de sărbătoare de nuntă. În 10 septembrie trimite un salut tuturor membrilor focolarini, înregistrându-se pe o videocasetă, iar în ultimele zile de viață le trimite un bilet amicilor din Sassello.
Moare în 7 octombrie 1990.

## Beatificarea
În 11 iunie 1999 se deschide pentru ea procesul de canonizare diocezan, care se încheie în 21 august 2000.
Imediat după, materialul adunat în tot acest proces este trimis la Vatican unde, după recunoașterea validității investigației, se pregătește elaborarea verdictului. Cele două volume ale verdictului au fost depuse la Congreagația pentru Cauzele Sfințiilor, unde se cugetă și examinează asupra faptelor eroice ale virtuțiilor în Slujba lui Dumnezeu.
În 3 iulie 2008 papa Benedict al XVI-lea recunoaște eroicitatea virtuțiilor și le declară venerabile.
În 19 decembrie 2009 Papa semnează decretul de aprobare al miracolui atribuit prin mijlocirea Slujirii Venerabile a lui Dumnezeu și în 25 septembrie 2010 Prefectul Congregației pentru cauzele sfințiilor, monseniorul Angelo Amato o declară sfântă cu comunitatea Focolarinilor din care făcea parte. .